# ニール・フィングルトン
ニール・フィングルトン(英語: Neil Fingleton、1980年12月18日 - 2017年2月25日)はイギリスで最も背の高い人物であった。身長は2メートル32センチ。この記録は2007年にギネス・ワールド・レコーズに認定され、クリストファー・グリーナー (Christopher Greener) が2メートル29センチで続く。
ノースカロライナ大学チャペルヒル校にバスケットボールの奨学制度をもらい、後にマサチューセッツ州のホーリークロス大学でもプレーした。その後はスペインのシウダ・レアルにあるクラブチームでプレーしていたが、その後は故郷のダラムにと戻り、映画やTV番組の出演など、芸能人として活動した。
2017年2月25日に心不全で死去、36歳だった。